# 見栄を張る
『見栄を張る』（Eriko, Pretended）は、2016年の日本映画。藤村明世の長編初監督作品。主演は久保陽香。SKIPシティ国際Dシネマ映画祭2016の長編コンペティション部門にてSKIPシティアワードを受賞した。日本での劇場公開は2018年。

## 概要
泣き屋をテーマとし、古い慣習の話としてではなく、抱える現状への不安や不満、他者に対しての“見栄”、体裁を気にしがちな現代人を描写する。
若手監督育成プロジェクトであるシネアスト・オーガニゼーション大阪（通称:CO2）の助成企画として制作された3本のうちの1本。
本作を含むCO2助成企画で制作された3本は、第11回大阪アジアン映画祭（2016年3月4日〜同年3月13日）で上映されたが、本作のみ上映券が前売りの時点で完売した。
2020年には本作のDVDが市販された。

## ストーリー
吉岡絵梨子は女優として事務所に所属しておりCMに出演したこともあったが、最近はパッとせずに惰性でオーディションへ通い続けてフリーターのような生活を送っていた。
そんなある日、疎遠だった姉の訃報が絵梨子に届く。姉の葬儀のために故郷の和歌山県へと戻ってみると、親戚連中は絵梨子のことを「東京で浮ついた生活をして、故郷に顔を出さない」と冷たい。姉が女手一つで育てた甥っ子の和馬を引き取ろうとするが、絵梨子は料理もまともにできない。親戚連中は「女優に子供の世話は無理」と絵梨子を責める。
絵梨子は生活のため、姉が働いていたという泣き屋の仕事をはじめることにした。
葬儀で参列者の涙を誘う泣き屋の仕事の意義を理解できなかった絵梨子であったが、死者と遺族とをつなぐという泣き屋の仕事をすることで、見栄を張り自堕落だった自分を捨て、「なりたい自分」を取り戻していく。

## 登場人物
吉岡絵梨子
演 - 久保陽香
28歳。
吉岡和馬
演 - 岡田篤哉
10歳。絵梨子の甥。
佐久間花恵
演 - 似鳥美貴
52歳。泣き屋
佐野翔
演 - 齋藤雅弘
25歳。お笑い芸人志望で、絵梨子の彼氏。
吉岡由紀子
演 - 真弓
享年34。絵梨子の姉で、和馬の母親。
三濱竜太郎
演 - 時光陸
28歳。絵梨子の元彼で、葬儀屋。
福ちゃん
演 - 月亭太遊
29歳。お笑い芸人志望、翔の相方。
金沢聖子
演 - 辰寿広美
55歳。絵梨子の叔母。
市川美希
演 - 小杉りみ
28歳。絵梨子の同級生で、友人。なお、小杉は海南市在住である。
三島節子
演 - 小栁圭子（特別出演）
90歳。絵梨子に泣き屋を依頼する。

## スタッフ
- 監督・脚本:藤村明世
- プロデューサー:今井太郎
- エグゼクティブプロデューサー:Aldo Andriani
- 撮影監督:長田勇市
- 録音・整音:杉本崇志
- 助監督:永井和男、磯部鉄平
- 美術:塩川節子
- 衣装・ヘアメイク:霜野由佳
- 小道具:加賀谷静
- 制作:山口理沙、水取拓也
- 編集:磯部鉄平
- 音楽:佐藤太樹、大石峰生、伊藤智恵

## 製作
CO2助成金の60万円を含む350万円の予算に、MotionGalleryのクラウドファンディングで50万円を集め、制作費300万円、宣伝費100万円の計400万円の予算で製作が開始された。
準備期間を経て、2015年12月20日より和歌山県海南市、紀美野町などで撮影が開始された。監督の藤村は、紀美野町について「山の中にぽつんと日本家屋がある」というイメージ通りの場所と述べている。また、作中の葬儀シーンは有田市や有田川町の葬儀場で行われており、参列者としてエキストラの募集が行われている。
2016年1月3日にクランクアップしたが、スタッフとキャストの人数が当初想定よりも多くなったこと、撮影中の移動距離が長く移動費用がかさんだこと、4Kデジタルシネマでのポストプロダクションの費用などから、追加予算50万円を再度クラウドファンディングで集めることになった。
当初の予定通り、2016年3月に開催された大阪アジアン映画祭で上映された。
日本での劇場公開は2018年で、3月24日にユーロスペース（東京・渋谷）と横浜シネマリンの2館で公開された。その後、名古屋、新潟、大阪、神戸、和歌山、広島などで順次公開される。

## 作品の評価
- 2016年SKIPシティ国際Dシネマ映画祭長編コンペティション部門SKIPシティアワード受賞[1]
- オランダで開催されるカメラジャパン・フェスティバル（英語版）2017にて本作が上映された[6]。
- イタリアで開催された「Working Title Film Festival」（2017年）にてスペシャルメンション（Special mentions）を受賞した[4][7]。